# Sadowoje (Kaliningrad, Bagrationowsk)
Sadowoje (russisch Садовое) ist ein Ort in der russischen Oblast Kaliningrad (Gebiet Königsberg (Preußen)) und gehört zur Niwenskoje selskoje posselenije (Landgemeinde Niwenskoje (Wittenberg)) im Rajon Bagrationowsk (Kreis Preußisch Eylau).

## Geographische Lage
Sadowoje liegt einen Kilometer nördlich von Slawskoje (Kreuzburg (Ostpr.)) am Nordufer des Pasmar (russisch: Maiskaja). Innerorts kreuzen sich zwei Nebenstraßen, die von Swetloje (Kobbelbude) unweit der Ausfahrt Slawskoje der russischen Fernstraße R 516 (frühere deutsche Autobahn „Berlinka“) nach Krasnosnamenskoje (Dollstädt) und Bagrationowsk (Preußisch Eylau) bzw. von Niwenskoje (Wittenberg) nach Pogranitschnoje (Hussehnen) im russisch-polnischen Grenzgebiet führen. Bis 1945 bestand Bahnanschluss über die Station in Kreuzburg (russisch: Slawskoje) der Kleinbahn Tharau–Kreuzburg.

## Geschichte
Sadowoje war vor 1945 ein unbenannter Wohnplatz im Norden der Stadt Kreuzburg (Ostpr.) (bis 1931 Creuzburg i. Ostpr.) im Landkreis Preußisch Eylau im Regierungsbezirk Königsberg der preußischen Provinz Ostpreußen und kam infolge des Zweiten Weltkrieges mit dem nördlichen Ostpreußen zur Sowjetunion. Am 5. Juli 1950 erhielt der Ort die Bezeichnung „Sadowoje“.
Bis zum Jahre 2009 war Sadowoje in den Wladimirowski selski sowjet (Dorfsowjet Wladimirowo (Tharau)) eingegliedert und ist seither – aufgrund einer Struktur- und Verwaltungsreform – eine als „Siedlung“ (russisch: possjolok) deklarierte Ortschaft innerhalb der Niwenskoje selskoje posselenije (Landgemeinde Niwenskoje (Wittenberg)) im Rajon Bagrationowsk.

## Kirche
Vor 1945 lebten nur wenige Menschen in dem jetzt Sadowoje genannten Wohnplatz. Sie waren fast allesamt evangelischer Konfession und gehörten zur Kirchengemeinde in Creuzburg i. Ostpr. (1931–1946 Kreuzburg (Ostpr.), russisch: Slawskoje). Sie war in den Kirchenkreis Preußisch Eylau (Bagrationowsk) innerhalb der Kirchenprovinz Ostpreußen der Kirche der Altpreußischen Union eingegliedert.
Für die heute in Sadowoje lebenden evangelischen Kirchenglieder ist in Gwardeiskoje (Mühlhausen) die nächstliegende Gemeinde mit ihrer altehrwürdigen  Dorfkirche, die Filialgemeinde der Auferstehungskirche in  Kaliningrad (Königsberg) innerhalb der Propstei Kaliningrad der Evangelisch-lutherischen Kirche Europäisches Russland (ELKER) ist.